# Carlo Braccesco

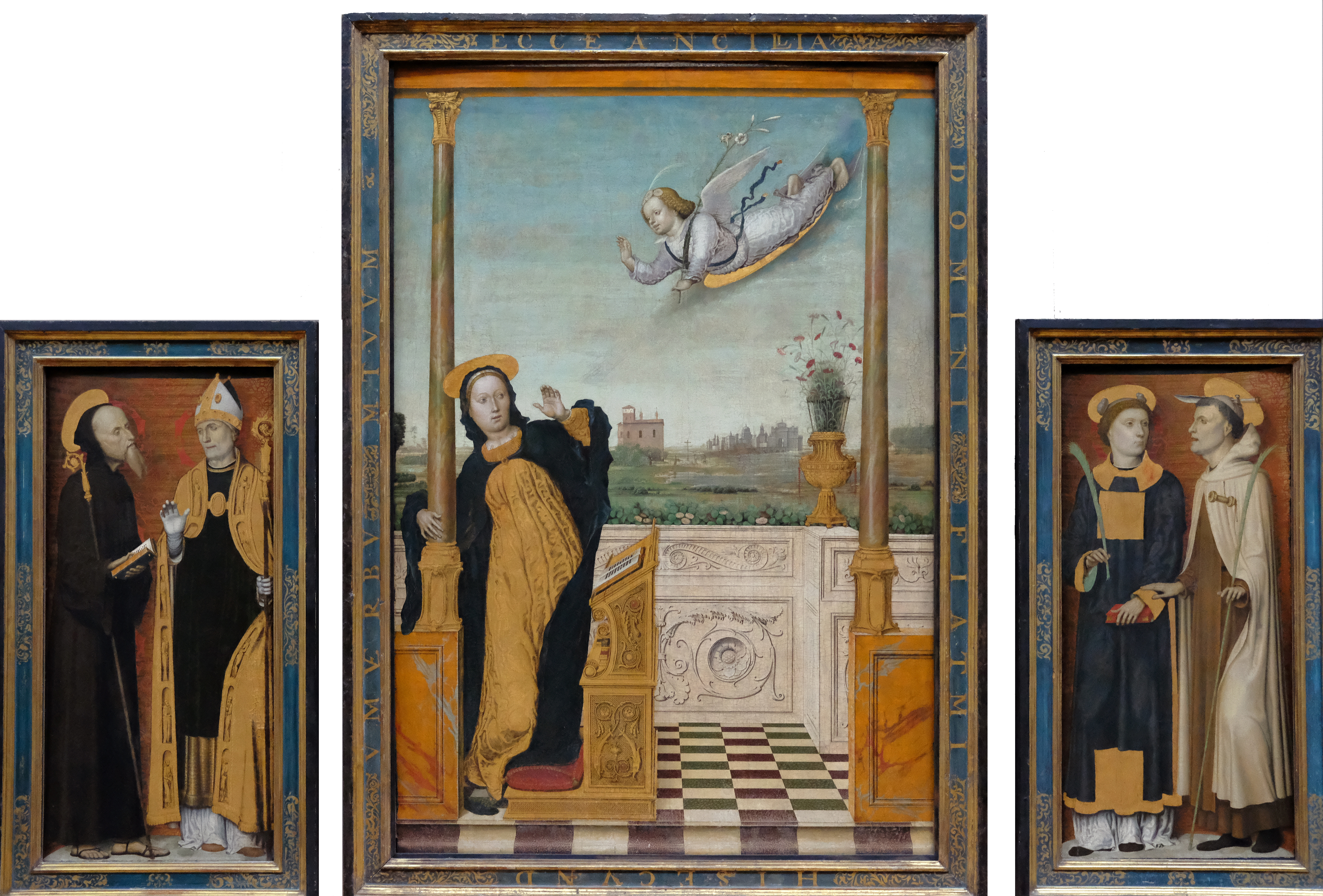
Trittico dell'Annunciazione, Louvre, Parigi

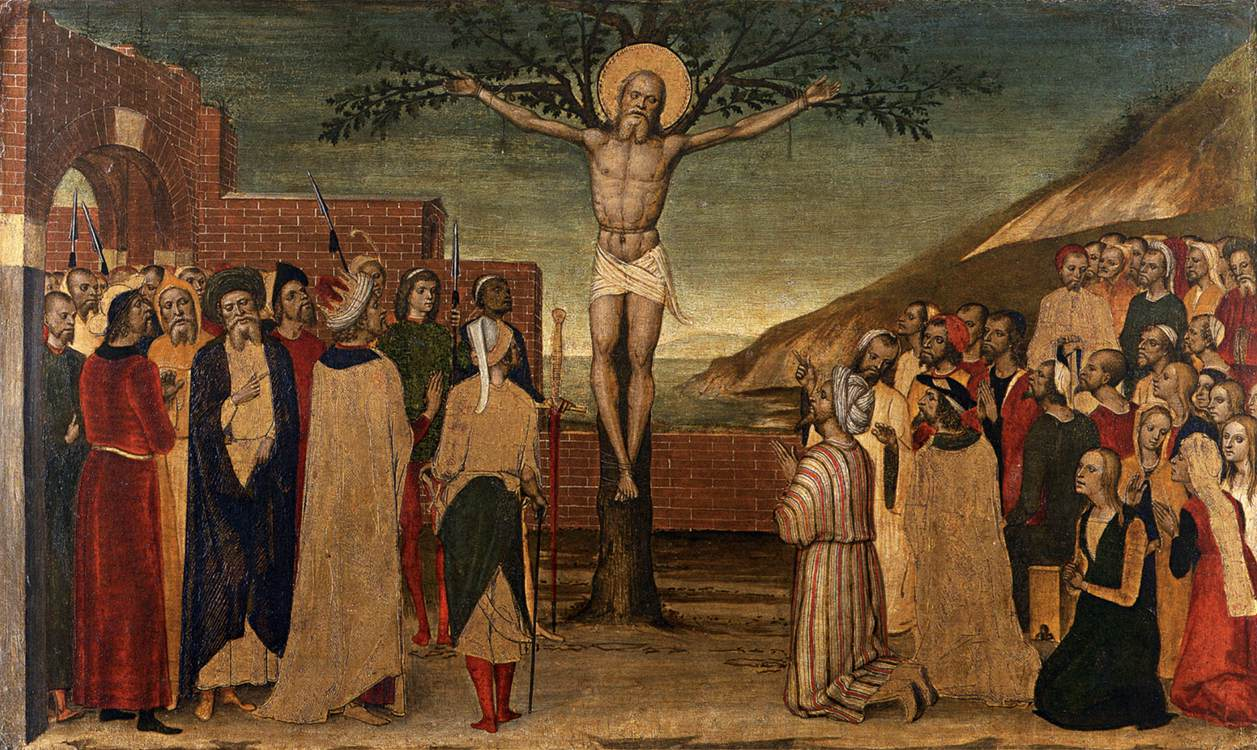
Crocefissione di Sant'Andrea, Galleria Giorgio Franchetti alla Ca' d'Oro, Venezia

Carlo Braccesco, o Carlo da Milano (Milano, seconda metà del XV secolo – post 1501), è stato un pittore italiano, documentato in Liguria dal 1478 al 1501.

## Biografia e opere
Non si sa nulla della sua formazione. La sua prima opera nota è una Madonna e santi del santuario di Montegrazie (conservata nella parrocchiale della Santissima Annunziata, nel borgo di Montegrazie) presso Imperia, l'unica firmata e datata ("CAROLUS MEDIOLAN[ENSIS]" 1478). Si può presumere una formazione lombarda sui tipi di Vincenzo Foppa influenzati dalla pittura provenzale proveniente dalla Liguria, nel quadro della cosiddetta "Congiuntura Nord-Sud", cioè quella particolare commistione di elementi fiamminghi e mediterranei riscontrabile nel XV secolo in un'ampia area che va dalla Sicilia al Piemonte alla Spagna, con centri fondamentali a Napoli e in Liguria.
Del 1480 circa è l'affresco con l'Incoronazione della Vergine nel convento di Santa Maria di Castello a Genova.
Tra il 1481 e il 1482 era a Genova dove affrescò la facciata del palazzo San Giorgio con San Giorgio a cavallo, perduto. Nel 1482 eseguì per la cappella di San Sebastiano della cattedrale di San Lorenzo i disegni per le vetrate, mentre nel 1484 si occupò degli affreschi.
Tra il 1493 e il 1494 eseguì una Maestà nella chiesa di Sant'Andrea a Levanto (pagato il 25 gennaio 1495). Di questa pala rimangono solo due frammenti Santi Erasmo e Gerolamo e Santi Gottardo e Pantaleo, mentre al centro della pala era collocata una Madonna con il Bambino in trono perduta, ma deducibile dall'iconografia delle teste reclinate dei santi Gottardo e Pantaleo, dall'atteggiamento adorante dei due angeli e dalle tracce della struttura del trono visibili in basso.
Del 1495 circa è il Polittico di Sant'Andrea, opera realizzata per la stessa chiesa, di cui rimangono la tavola centrale con Sant'Andrea, già alla collezione Aberconway di Londra, i Santi Pietro e Paolo, in collezione privata a Milano e le quattro tavolette con i Dottori della Chiesa alla Galleria Giorgio Franchetti nella Ca' d'Oro di Venezia.
Nel 1497 dipinse le ante dell'organo della cattedrale genovese su commissione di Cristoforo della Torre. Del 1499 è la pala d'altare per la chiesa di Santa Brigida a Genova.
Il Trittico del Louvre, databile al 1500 circa, è un'opera attribuitagli da Roberto Longhi per via stilistica. La scena con l'Annunciazione nel riquadro centrale mostra l'angelo che piomba di sghembo sulla Vergine spaventata, appena balzata su dall'inginocchiatoio e aggrappata a una colonna, il tutto ambientato in una loggetta, delimitata da un recinto dorato, ornato con volute con sullo sfondo un paesaggio "Nazareth-Pavia" (R.Longhi), immerso in una luce dorata. In quest'opera la sua cultura stilistica si allargò tanto da riuscire a fondere insieme i modi formali foppeschi e il naturalismo fiammingo, accompagnandoli al gusto lombardo (e ligure) per l'oro che non diminuisce l'effetto realistico dell'insieme. A destra il pannello con i Santi Stefano e Alberto carmelitano e sinistra  San Benedetto e un santo vescovo.
Alcuni storici dell'arte mettono in dubbio l'attribuzione al Braccesco e parlano piuttosto di un generico "Maestro dell'Annunciazione del Louvre".
L'origine del cognome ed il nome lo potrebbero collegare ai "bracceschi", truppe di origine umbra al servizio di Fortebraccio da Montone. In tal modo venivano chiamati gli uomini d'arme sotto il suo comando. Dopo la sconfitta dell'Aquila e la morte del figlio di Braccio, Oddo, i braccesci sono, al comando di Niccolo' Piccinino, al servizio dei Visconti di Milano. Lo stesso nome Carlo può essere riferito al condottiero, il cui figlio ed il fratello minore si chiamavano infatti, Carlo. Lo stesso Malatesta Baglioni, genero di Braccio, darà al proprio figlio il nome di Carlo. Il soprannome, al singolare, potrebbe indicare una discendenza successiva: i Bracceschi. Come in altre regioni d'Italia. Unico termine comune il cognome, ma senza discendenza di sangue.
Secondo il parere di alcuni storici, Carlo Braccesco sarebbe da individuare con il pittore mantovano Carlo del Mantegna.

## Opere
- Polittico di Montegrazie (1478), santuario di Montegrazie (conservata nella parrocchiale del paese), Imperia
- Incoronazione della Vergine (1480), chiesa di Santa Maria di Castello, Genova
- Affreschi nella cappella di San Sebastiano (1482-1484), Duomo di Genova
- Assunzione della Vergine (1484), chiesa di Santa Maria degli Angeli, Genova
- Madonna col Bambino (1492), già a Belgandura, perduta
- Maestà (1494), chiesa di Sant'Andrea, Levanto
- Crocifissione di Sant'Andrea (1495), Galleria Giorgio Franchetti Alla Cà D'oro (Venezia)
- Sant'Andrea caccia da Nicea i sette demoni trasformati in cani (1495), Collezione privata
- Quattro dottori della Chiesa (1495), Galleria Giorgio Franchetti alla Ca' d'Oro, Venezia
- Affreschi nella cappella della Natività (1494), santuario della Madonna del Monte, Genova
- Sei santi e Annunciazione (1497), sull'organo del Duomo di Genova
- Stendardo processionale in tela, Museo Diocesano della Spezia
- Affreschi della Caminata di palazzo Lomellini (1500), Genova
- Trittico dell'Annunciazione (1490-1500), Museo del Louvre, Parigi
- Assunzione della Vergine (1501), chiesa di San Teodoro, Genova